# Estadi de Shanghai
L'Estadi de Shanghai és un estadi de futbol de Shanghai (República Popular de la Xina). Va ser una de les seus del torneig de futbol dels Jocs Olímpics de 2008. Té una capacitat de 80.000 espectadors. Va ser inaugurat el 1997. Està ubicat al sud de la ciutat xinesa, al districte de Xuhui.